# Dąbrowica (województwo opolskie)
Dąbrowica (niem. Dembrowitz) – kolonia położona w województwie opolskim, w powiecie oleskim, w gminie Dobrodzień.
W latach 1975–1998 wieś była położona w województwie częstochowskim.

## Położenie
Wieś położona jest przy drodze krajowej numer 46. Kilkaset metrów od granicy wsi jest skrzyżowanie DK46 z drogami prowadzącymi do Mnichusa i Chobie. Wokół wsi są położone wsie: Turza, Myślina, Mnichus, Grodziec, Chobie.
Dąbrowica leży na zachodzie gminy Dobrodzień. W najbardziej wysuniętym na zachód punkcie gminy.

## Mieszkańcy Dąbrowicy
W Dąbrowicy mieszka 30 mieszkańców. We wsi jest 10 budynków.

## Przynależność do parafii
Dąbrowica należy do parafii pod wezwaniem św. Józefa w Myślinie.

## Okolica
Wokół Dąbrowicy rozciągają się piękne lasy, aż do Kolonowskiego, Ozimka i Zębowic.

## Atrakcje turystyczne Dąbrowicy
Wieś, prócz relaksujących spacerów po okolicznych lasach, nie ma nic do zaoferowania, lecz w pobliskim Grodźcu i Myślinie znajdują się zalane odkrywkowe kopalnie piasku, które są udostępnione dla turystów i można się tam kąpać. W Krasiejowie natomiast jest Jurapark Krasiejów, który zachwyca swoimi  atrakcjami oraz znaleziskami dinozaurów.

## Odległości od Dąbrowicy.
Dąbrowica - Myślina - 4 km
Dąbrowica - Grodziec - 3 km
Dąbrowica - Chobie - 3 km 
Dąbrowica - Mnichus - 2 km
Dąbrowica - Turza - 3 km
Dąbrowica - Dobrodzień - 10 km 
Dąbrowica - Ozimek - 9 km
Dąbrowica - Kolonowskie - 11 km 
Dąbrowica - Zębowice - 13 km
Dąbrowica - Opole - 30 km
Dąbrowica - Katowice - 85 km
Dąbrowica - Wrocław - 115 km 
Dąbrowica - Warszawa - 280 km

## Wygląd miejscowości
We wsi po obu stronach DK46 jest położony chodnik. Znajdują się też 2 przystanki autobusowe. Patrząc od strony zakrętu po lewej stronie drogi są 3 domy, a po prawej stronie - pozostałe 7 domów. Pośrodku Dąbrowicy są pasy z oświetleniem. Z głównej drogi do domów po prawej stronie biegnie niewyasfaltowana droga. DK46 w Dąbrowicy jest wyremontowana.